# Myersville (Maryland)
La ville de Myersville est située dans le comté de Frederick, dans l’État du Maryland, aux États-Unis. Sa population s’élevait à 1 748 habitants lors du recensement de 2020.